# Ramón Salazar
Ramón Salazar (Màlaga, Andalusia; 28 de maig de 1973) és un director de cinema espanyol. Va cursar estudis a la seva ciutat natal a l'Escola Superior d'Art Dramàtic de Màlaga, en l'especialitat de interpretació per a després estudiar cinematografia a Madrid. Va assolir la fama el 2002 amb la pel·lícula Piedras, amb la qual fou nominat al Goya al millor director novell i fou candidat a l'Os d'Or al 52è Festival Internacional de Cinema de Berlín. Amb Tres metros sobre el cielo (2010) fou candidat al Goya al millor guió adaptat. El 2018 va dirigir La enfermedad del domingo, que fou seleccionada a la Secció Panorama del 68è Festival Internacional de Cinema de Berlín.

## Filmografia
- 1999: Hongos (curtmetratge) (creador, guionista i director)
- 2002: Piedras (creador, guionista i director)
- 2005: 20 centímetros (creador, guionista i director)[5]
- 2010: Tres metros sobre el cielo (guionista)
- 2014: 10.000 noches en ninguna parte (creador, guionista i director)[6]
- 2016: Tini: el gran cambio de Violetta (guionista)
- 2018: La malaltia del diumenge (creador, guionista i director)
- 2018-2019: Élite (director)
- 2019: Vis a vis (director)